# Iridium satellitkonstellation

Täckning

Iridium-satellitkonstellationen ger röst- och datatäckning till satellittelefoner, personsökare och integrerade transceivrar över hela jordytan. Konstellationen består av 82 aktiva satelliter i omloppsbana, som krävs för global täckning och ytterligare reservsatelliter att fungera vid fel. Satelliter ligger i låg jordbana i en höjd av cirka 781 km och lutning på 86,4°. Satelliternas orbitalhastighet är cirka 27 000 km/h.